# Alouatta pigra
Alouatta pigra es una especie de primate platirrino de América Central. Se encuentra en Belice, Guatemala, México y algunas partes de Honduras,  ocupando la península de Yucatán, Campeche y selvas de los estados de Tabasco y Chiapas. Vive en selvas tropicales perennes, semicaducas y de tierra baja. También se conoce como “babuino” en Belice, aunque no se relaciona de cerca con los babuinos que viven en África. Se ve comúnmente en el Community Baboon Sanctuary y el Cockscomb Basin Wildlife Sanctuary en Belice, y también en los diversos sitios arqueológicos encontrados en su distribución geográfica. En México está en peligro de extinción (P) por la NOM-059-SEMARNAT-2010 y se considera en peligro (EN = endangered) por la Lista Roja de la IUCN. Reciben diversos nombres según la región; entre los más comunes están saraguato negro guatemalteco, saraguato negro o saraguato guatemalteco o mico araña.

## Taxonomía
El taxón fue descrita por Barbara Lawrence en 1933, en una revisión taxonómica de los aulladores de América Central y del norte de América del Sur. Lawrence lo describió como dos subespecies de Alouatta palliata: (A. palliata pigra en la península de Yucatán en México y norte de Guatemala y A. palliata luctuosa en Belice. En 1970, Smith elevó las dos subespecies al rango de especie, Alouatta pigra, considerando un mismo taxón a pigra y luctuosa, clasificación aceptada por Groves en 2005.

## Distribución
Alouatta pigra habita en Belice, norte de Guatemala y el sudeste de México. Es endémico en la selva tropical de Centroamérica, la cual abarca 40 000 km² en estos 3 países. Es la única especie de aullador que habita en la península de Yucatán en los estados mexicanos de Campeche y Quintana Roo, así como en Tabasco y Chiapas.

## Descripción

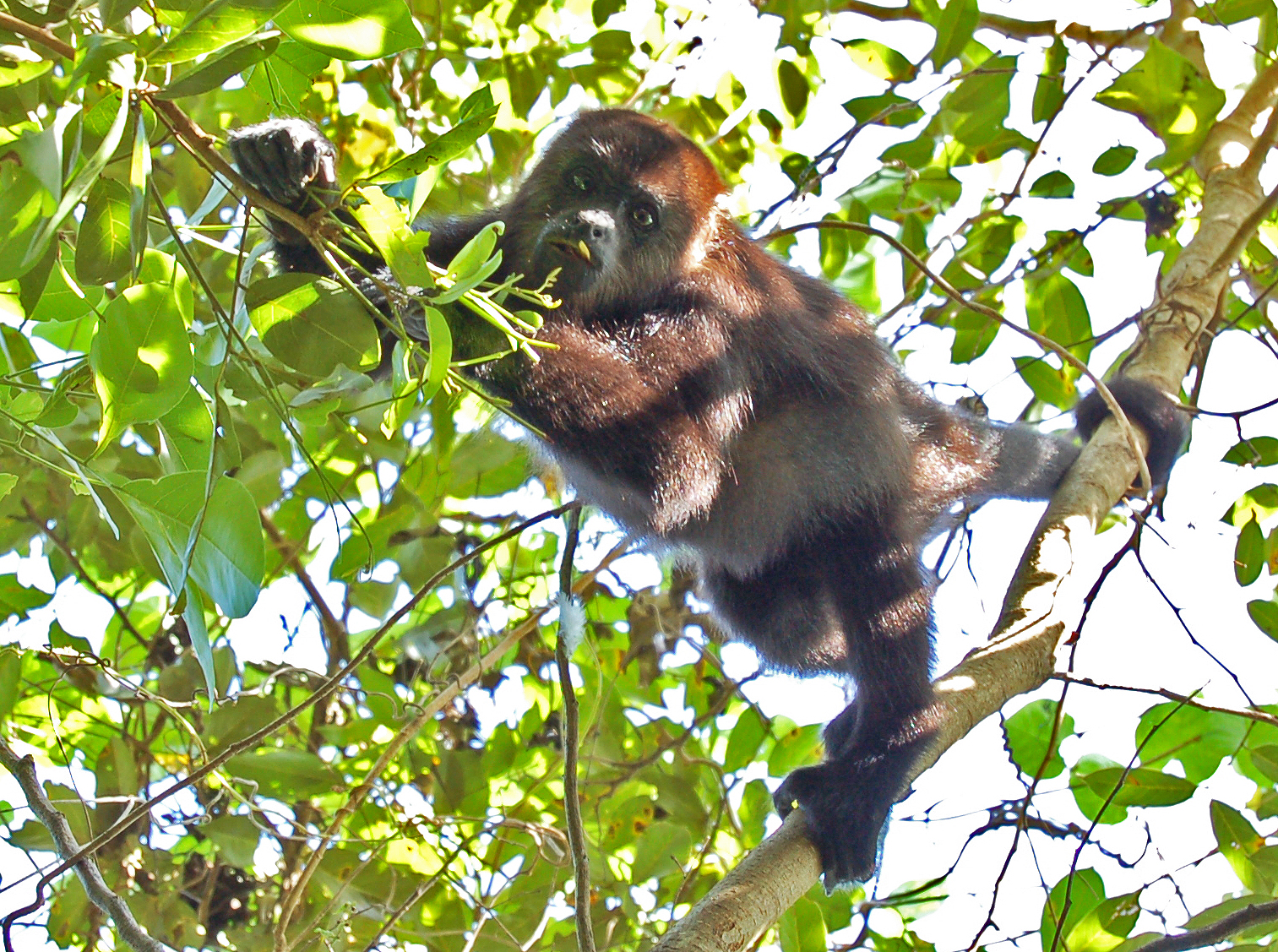
Alouatta pigra en Campeche, México.

El saraguato negro de Guatemala es la especie de Alouatta más grande de Centroamérica, y es una de las especies más grandes de los platirrinos. Los machos tienen un peso promedio de 11,4 kg y las hembras 6,4 kg. 
Su cuerpo mide entre 52 cm y 64 cm, excluyendo la cola. 
La cola mide entre 59 y 69 cm. Los adultos de ambos sexos tienen el pelo largo, negro y una cola prensil, mientras que la cría tiene un pelaje marrón. Los machos de más de 4 meses de edad tienen un escroto blanco.
El saraguato negro de Guatemala tiene algunas adaptaciones en común con otras especies de Alouatta, que le permiten seguir una dieta con un gran componente de hojas. Sus molares tienen crestas de alta cizalladura, que ayudan a comer las hojas. Los machos tienen un hueso hioides ampliado cerca de las cuerdas vocales, que sirve para amplificar los aullidos. Esto le permite localizar a otros machos sin gastar mucha energía, lo cual es importante ya que las hojas son un alimento con un bajo valor nutricional. Los aullidos ocurren principalmente al amanecer y al atardecer.
El saraguato negro de Guatemala es una especie diurna y arbórea. Vive en grupos que se conforman por lo general de uno o dos machos adultos, con una proporción de 1,3 hembras por cada macho. Grupos generalmente tienen entre 2 y 10 miembros, incluyendo la cría, aunque se ha observado grupos con hasta 16 miembros. El área de vida tiene una extensión de entre 3 y 25 hectáreas. La densidad poblacional puede superar 250 individuos por kilómetro cuadrado en el Community Baboon Sanctuary en Belice.
La dieta del saraguato negro de Guatemala incluye principalmente hojas y frutos, aunque las flores también forman una porción menor de su dieta. El ramón puede proporcionar hasta un 86% de la dieta del primate durante ciertas temporadas.

## Cariotipo
Alouatta pigra es una especie 2n=58. El número fundamental (NF) es 77 para los machos y 78 para las hembras5.
A. pigra presenta un sistema de determinación sexual múltiple (cuadrivalente).
- Hembras X1X1X2X2
- Machos X1X2Y1Y2

El complemento autosómico femenino5. está compuesto de:
- 6 pares submetacéntricos
- 19 pares acrocéntricos
- 3 pares metacéntricos

En los machos el complemento autosómico5. está compuesto de:
- 6 pares submetacéntricos
- 18 pares acrocéntricos
- 3 pares metacéntricos

## Conservación
La especie se considera en peligro de extinción en la Lista Roja de la UICN debido al declive estimado de su población de hasta el 60% en los próximos 30 años. Las amenazas comprenden la pérdida de hábitat, caza y captura como mascota.